# 北方铜鱼
北方铜鱼（学名：Coreius septentrionalis）为輻鰭魚綱鯉形目鲤科铜鱼属的温带淡水鱼类，亦名长须铜鱼，俗名鸽子鱼、尖嘴、沙嘴子、黄头鱼，是中国黄河水系特有物种。 该物种的模式产地在包头。
北方铜鱼被列入国家重点保护野生动物名录（2021年版）一级保护。赵亚辉等2007年后对黄河鱼类调查中未再发现该物种。

## 特徵
本魚體灰色為底，腹部銀白色並帶有輕微的黃色；紫色的斑點散佈在身體側邊上；背鰭淺灰色與其他的鰭淺灰色的黃色。觸鬚1對； 用鱗片鞘的背鰭基底與臀鰭；位於身體的中心的前端之中的背鰭；胸鰭擴大與長，不延伸到腹鰭的基底；尾鰭上葉比下葉略長。

## 生態
本魚棲息在沙泥底質混濁的河流，通常發現於淺灘，春天溯河迴游繁殖。

## 經濟利用
曾為當地重要的食用魚。

## 扩展阅读
維基物種上的相關：北方铜鱼
- 黄河土著鱼类列表